# Kreis Lemgo
Der Kreis Lemgo (1953–1969: Landkreis Lemgo) war ein von 1932 bis 1972 bestehender Kreis und als solcher zunächst Teil des Freistaates Lippe und ab 1947 Teil des nordrhein-westfälischen Regierungsbezirks Detmold. Kreisstadt war die Stadt Lemgo. Der Kreis Lemgo ging am 1. Januar 1973 im heutigen Kreis Lippe auf.
Vor der Gemeindereform gliederte sich der Kreis in 75 Gemeinden, von denen fünf das Stadtrecht besaßen. Bis 1967 existierten außerdem vier unbewohnte Forstbezirke. Aufgrund des „Gesetzes zur Neugliederung des Landkreises Lemgo“ vom 5. November 1968 wurden die Gemeinden am 1. Januar 1969 zu den acht neuen Städten und Gemeinden Bad Salzuflen, Barntrup, Dörentrup, Extertal, Kalletal, Lemgo, Leopoldshöhe und Oerlinghausen zusammengeschlossen.

## Geographie

### Nachbarkreise
Der Kreis Lemgo grenzte 1969 im Uhrzeigersinn im Norden beginnend an den Kreis Minden (in Nordrhein-Westfalen), an die Landkreise Grafschaft Schaumburg und Hameln-Pyrmont (beide in Niedersachsen) sowie an die Kreise Detmold, Paderborn, Bielefeld und Herford (alle wiederum in Nordrhein-Westfalen).

## Geschichte
Der Kreis Lemgo entstand aufgrund der Kommunalreform 1932 im Freistaat Lippe. Er wurde aus der Vereinigung der Landratsämter Brake und Schötmar mit den amtsfreien Städten Barntrup und Oerlinghausen gebildet. 1933 kam auch die  Stadt Schötmar zum Kreis und 1934 wurden auch noch die Städte Lemgo und Bad Salzuflen in den neuen Kreis eingegliedert, dessen Kreisverwaltung im Schloss Brake ansässig war. Dem Kreis Lemgo gehörten seitdem 77 Städte und Gemeinden an.
Am 1. April 1939 wurden die beiden Gemeinden Oberwüsten und Unterwüsten zur Gemeinde Wüsten zusammengeschlossen. Die Gemeinden Währentrup und Mackenbruch wurden am 1. April 1957 mit Teilen der damaligen Gemeinde Wellentrup (am 11. Dezember 1963 umbenannt in Kachtenhausen) zur neuen Gemeinde Helpup zusammengeschlossen.
Vor der Gemeindereform gliederte sich der Kreis in 75 Gemeinden, von denen Bad Salzuflen, Barntrup, Lemgo, Oerlinghausen und Schötmar das Stadtrecht besaßen. Bis 1976 existierten außerdem vier unbewohnte Forstbezirke. Aufgrund des „Gesetzes zur Neugliederung des Landkreises Lemgo“ vom 5. November 1968 wurden die Gemeinden am 1. Januar 1969 zu den acht neuen Städten und Gemeinden Bad Salzuflen, Barntrup, Dörentrup, Extertal, Kalletal, Lemgo, Leopoldshöhe und Oerlinghausen zusammengeschlossen. Dabei wurden auch die Gemeinden Hörstmar und Trophagen aus dem Kreis Detmold in die Stadt Lemgo eingemeindet. Kachtenhausen und Loßbruch wechselten in den Kreis Detmold und wurden dort nach Lage bzw. Detmold eingemeindet. Am 1. Oktober 1969 wurde aus dem Landkreis der Kreis Lemgo.
Der Kreis Lemgo ging am 1. Januar 1973 im Rahmen des Bielefeld-Gesetzes durch Vereinigung mit dem Kreis Detmold im heutigen Kreis Lippe auf. Detmold wurde Sitz der Kreisverwaltung.

Lage des Kreises im Regierungsbezirk Detmold (1949–1968)
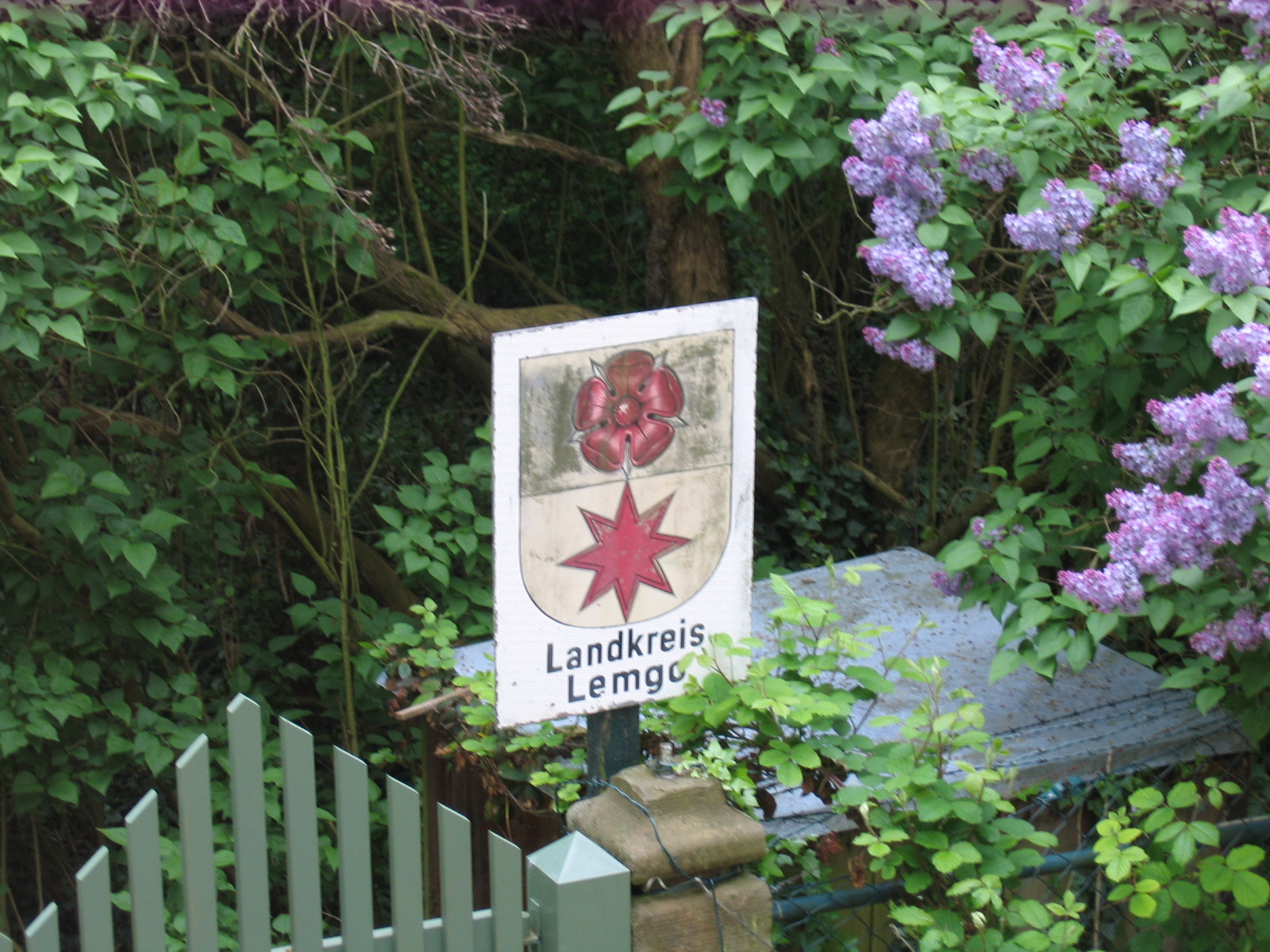
Altes Kreisschild, heutiger Standort: Vlotho

## Einwohnerentwicklung
| Jahr | Einwohner | Quelle |
| ---- | --------- | ------ |
| 1933 | 087.865   | [ 5 ]  |
| 1939 | 090.664   | [ 5 ]  |
| 1946 | 123.396   | [ 6 ]  |
| 1950 | 131.609   | [ 5 ]  |
| 1960 | 133.600   | [ 5 ]  |
| 1968 | 151.300   | [ 7 ]  |
| 1970 | 155.300   | [ 8 ]  |
| 1971 | 158.900   | [ 9 ]  |

## Politik

### Ergebnisse der Kreistagswahlen ab 1946
In der Liste werden nur Parteien und Wählergemeinschaften aufgeführt, die mindestens zwei Prozent der Stimmen bei der jeweiligen Wahl erhalten haben.
| Jahr   | SPD  | CDU  | FDP  | BHE  | KPD |
| ------ | ---- | ---- | ---- | ---- | --- |
| 1946   | 48,6 | 40,7 | 04,9 |      | 5,8 |
| 1948   | 45,9 | 34,8 | 15,1 |      | 5,1 |
| 1952   | 46,9 | 18,6 | 21,4 | 10,5 |     |
| 1956   | 55,3 | 19,0 | 18,4 | 06,2 |     |
| 1961   | 53,3 | 26,3 | 17,1 | 03,3 |     |
| 1964   | 56,3 | 27,7 | 16,0 |      |     |
| 119691 | 50,9 | 35,9 | 08,7 |      |     |

Fußnote
1 1969: zusätzlich: NPD: 4,2 %

## Gemeinden 1969
Die folgende Tabelle listet alle 75 Gemeinden des Kreises Lemgo mit Stand vom 31. Dezember 1969 sowie ihre heutige Zugehörigkeit.
| Gemeinde (1969)  | eingegliedert in |
| ---------------- | ---------------- |
| Almena           | Extertal         |
| Alverdissen      | Barntrup         |
| Asemissen        | Leopoldshöhe     |
| Asendorf         | Kalletal         |
| Asmissen         | Extertal         |
| Bad Salzuflen    | Bad Salzuflen    |
| Barntrup         | Barntrup         |
| Bavenhausen      | Kalletal         |
| Bechterdissen    | Leopoldshöhe     |
| Bega             | Dörentrup        |
| Bentorf          | Kalletal         |
| Bexterhagen      | Leopoldshöhe     |
| Biemsen-Ahmsen   | Bad Salzuflen    |
| Bösingfeld       | Extertal         |
| Brake i. L.      | Lemgo            |
| Bremke           | Extertal         |
| Brosen           | Kalletal         |
| Brüntorf         | Lemgo            |
| Ehrsen-Breden    | Bad Salzuflen    |
| Entrup           | Lemgo            |
| Erder            | Kalletal         |
| Göstrup          | Extertal         |
| Grastrup-Hölsen  | Bad Salzuflen    |
| Greste           | Leopoldshöhe     |
| Heidelbeck       | Kalletal         |
| Helpup           | Oerlinghausen    |
| Henstorf         | Kalletal         |
| Hillentrup       | Dörentrup        |
| Hohenhausen      | Kalletal         |
| Holzhausen       | Bad Salzuflen    |
| Humfeld          | Dörentrup        |
| Kachtenhausen    | Lage             |
| Kalldorf         | Kalletal         |
| Krentrup         | Leopoldshöhe     |
| Kükenbruch       | Extertal         |
| Langenholzhausen | Kalletal         |
| Laßbruch         | Extertal         |
| Leese            | Lemgo            |
| Lemgo            | Lemgo            |
| Leopoldshöhe     | Leopoldshöhe     |
| Lieme            | Lemgo            |
| Lipperreihe      | Oerlinghausen    |
| Lockhausen       | Bad Salzuflen    |
| Loßbruch         | Detmold          |
| Lüdenhausen      | Kalletal         |
| Lüerdissen       | Lemgo            |
| Matorf           | Lemgo            |
| Meierberg        | Extertal         |
| Nalhof           | Extertal         |
| Nienhagen        | Leopoldshöhe     |
| Oerlinghausen    | Oerlinghausen    |
| Osterhagen       | Kalletal         |
| Papenhausen      | Bad Salzuflen    |
| Retzen           | Bad Salzuflen    |
| Rott             | Extertal         |
| Schönhagen       | Extertal         |
| Schötmar         | Bad Salzuflen    |
| Schuckenbaum     | Leopoldshöhe     |
| Schwelentrup     | Dörentrup        |
| Selbeck          | Barntrup         |
| Silixen          | Extertal         |
| Sommersell       | Barntrup         |
| Sonneborn        | Barntrup         |
| Stemmen          | Kalletal         |
| Talle            | Kalletal         |
| Varenholz        | Kalletal         |
| Voßheide         | Lemgo            |
| Wahmbeck         | Lemgo            |
| Welstorf         | Lemgo            |
| Wendlinghausen   | Dörentrup        |
| Werl-Aspe        | Bad Salzuflen    |
| Westorf          | Kalletal         |
| Wiembeck         | Lemgo            |
| Wülfer-Bexten    | Bad Salzuflen    |
| Wüsten           | Bad Salzuflen    |

## Kfz-Kennzeichen
Am 1. Juli 1956 wurde dem damaligen Landkreis bei der Einführung der bis heute gültigen Kfz-Kennzeichen das Unterscheidungszeichen LE zugewiesen. Es wurde bis zum 31. Dezember 1972 ausgegeben.